# Věžky (kraj ołomuniecki)
Věžky – gmina w Czechach, w powiecie Przerów w kraju ołomunieckim. Według danych z dnia 1 stycznia 2012 liczyła 202 mieszkańców.
Pierwsza wzmianka o miejscowości pochodzi z roku 1349.
Zobacz też:
- Věžky